# Paul Mauser
Paul Mauser (Oberndorf am Neckar, 27 de junio de 1838 - 29 de mayo de 1914) fue un diseñador y fabricante de armas alemán.
Su padre y sus cuatro hermanos mayores eran armeros. Junto con su hermano Wilhelm Mauser, Paul Mauser diseñó el fusil Mauser Modelo 1871, el primero de una exitosa línea de fusiles Mauser. El fusil fue adoptado como el Gewehr 71 y fue el primer fusil de cartucho metálico del Imperio Alemán. Mientras que Wilhelm manejaba el lado administrativo de la fábrica, Paul resultó ser el ingeniero con más capacidad técnica.
La compañía desarrolló el Mauser Modelo 1889 y luego el Mauser 98, considerado como el mejor fusil militar de la historia. El diseño de cerrojo utilizado por el Gewehr 98 fue patentado por Paul Mauser, el 9 de septiembre de 1895. El Gewehr 98 en sí mismo, y sus derivados, fue el último de una línea de fusiles Mauser que se introdujeron en la década de 1890.
Por su trabajo al fabricar el Mauser Modelo 1893, Mauser recibió la Gran Cruz de la Orden del Mérito Militar del gobierno español.